# Crematogaster africana
Crematogaster africana är en myrart som beskrevs av Mayr 1895. Crematogaster africana ingår i släktet Crematogaster och familjen myror.

## Underarter
Arten delas in i följande underarter:
- C. a. africana
- C. a. alligatrix
- C. a. biemarginata
- C. a. camena
- C. a. polymorphica
- C. a. schumanni
- C. a. stanleyi
- C. a. stolonis
- C. a. thoracica
- C. a. tibialis
- C. a. variegata